# ヤコブス・カプタイン
ヤコブス・コルネリス・カプタイン（Jacobus Cornelius Kapteyn, 1851年1月19日 - 1922年6月18日）は、オランダの天文学者である。天の川銀河の研究を行い、銀河の回転の証拠を発見した。全天で2番目に大きな固有運動を見せる恒星カプタイン星を発見した。1902年には、初めて絶対等級の考え方を提唱した。

## 生涯
バルネフェルトに生まれた。ユトレヒト大学で数学と物理学を学び、卒業後は1875年から3年間ライデン天文台で働いた後、フローニンゲン大学の天文学と力学理論の教授になり、1921年までその職にあった。
1896年から1900年の間、ケープ天文台のデービッド・ギルの観測写真を調べて、南半球の星表（『ケープ写真星表』）を出版した。1897年、バーナード星に次いで固有運動の大きいカプタイン星を発見した。1904年に二恒星流説（恒星の運動がランダムでなく、反対方向に動く 2 組に分かれる）ことを唱えた。この説が後にベルティル・リンドブラッド、ヤン・オールトによる銀河系の運動の解明につながっていくことになった。1922年に著書のなかで、我々の銀河系の構造について、全体が直径約 40,000 光年のレンズ状で、太陽は銀河系中心から約 2,000 光年と比較的近い位置にあるとするカプタイン・モデルを発表した。レンズ型という形状は正しかったが、星間塵による光の吸収が正確に考慮されていなかったため、銀河系の大きさについての推定は実際よりも小さな値となっている。

## 賞歴
- イギリス王立天文学会ゴールドメダル（1902年）
- ジェームズ・クレイグ・ワトソン・メダル（1913年）
- ブルース・メダル（1913年）

## エポニム
- カプタイン星 (Kapteyn's Star)
- 小惑星カプタイニア [4]
- カプタイン - 月のクレーター